# Xã Marlborough, Quận Montgomery, Pennsylvania
Xã Marlborough (tiếng Anh: Marlborough Township) là một xã thuộc quận Montgomery, tiểu bang Pennsylvania, Hoa Kỳ. Năm 2010, dân số của xã này là 3.178 người.